# Tibicena
Tibicena (du guanche ti-bizzăn-ah) est le nom que donnaient les Guanches autochtones de l'île de Grande Canarie (Canaries, Espagne) à certaines entités démoniaques en forme de chien qui faisaient partie de leurs croyances. Selon la tradition, ces créatures apparaissaient en forme de chiens grands et de poil épais.

## Étymologie
Le terme, qui apparaît aussi avec les variantes tabicena, tebicena ou tibisena, est de provenance aborigène, et a été récupéré dans des textes postérieurs à la conquête européenne des îles.
Pour le philologue et historien Ignacio Reyes, le terme procéderait d'une forme primaire ti-bizzăn-ah, et pourrait être traduit aussi bien par mauvais que dangereux. L'un des premiers auteurs qui a récupéré ce terme, l'ingénieur Leonardo Torriani, indique dans son œuvre que « tabicena dans sa langue [des canariens] signifie "chien" ».
Dans la toponymie de l'île de Grande Canaria le mot subsiste dans les variantes chobicena et chibicena pour désigner divers parages du territoire communal de Agaete.

## Caractéristiques
Un des premiers auteurs qui mentionne ces êtres est Juan de Abréu Galindo, qui dit que aux anciens canariens le démon « leur apparaissait beaucoup de fois de nuit, et de jour aussi, de grands chiens laineux; et dans d'autres figures qu'ils appelaient tibisena ».
La croyance en des établissements négatifs qui se manifestaient en forme de chien s'étendait aussi dans les territoires des indigènes des îles de La Palma, La Gomera et Tenerife, bien qu'il s'agisse d'entités singulières du nom de Yruene, Hirguan et Jucancha respectivement,,.